# Бикатин
Бикатин, также бакатин, беляковцы (тат. бикәтин, бәкәтин; баш. бәкәтин, мәкәтин) — тюркское племя, принявшее участие в этническом формировании татар, в том числе сибирских, и башкир. Согласно исследователям, в составе татар племя смешано с остяками, в составе башкир этнически связано с катайцами и древними тюрко-угорскими группами.

## Этническая история
Этнически восходит к тюркским и финно-угорским племенам. Согласно шежере, родоначальник бикатинцев — сын Иштяка Бикатун. В XIII-XIV вв. вместе с катайцами переселились в Пермскую Сибирь, а позднее — в Зауралье. По мнению историков Раиля Кузеева и Дамира Исхакова, это племя образовалось в результате смешения остяков и татар. В XVI-XVII вв. бикатинцы оказались в сфере этнополитического влияния сибирских татар. После падения Сибирского ханства часть бикатинцев вместе с татарами Кучумовичей ушла на восток, основав в нынешнем Вагайском районе Тюменской области две деревни: Бегитино и Иштэк. Другая часть вошла в состав племени Катай и приняла российское подданство где-то в конце 30-х гг. XVII века. 
Тамга племени — Т, клич — токсоба, дерево — вяз, птица — дербник.

## Территория расселения
Ныне территория расселения племени входит в Красноармейский и Кунашакский районы Челябинской области.